# Buntu (Kroya)
Buntu is een bestuurslaag in het regentschap Cilacap van de provincie Midden-Java, Indonesië. Buntu telt 3139 inwoners (volkstelling 2010).